# 提斯塔河

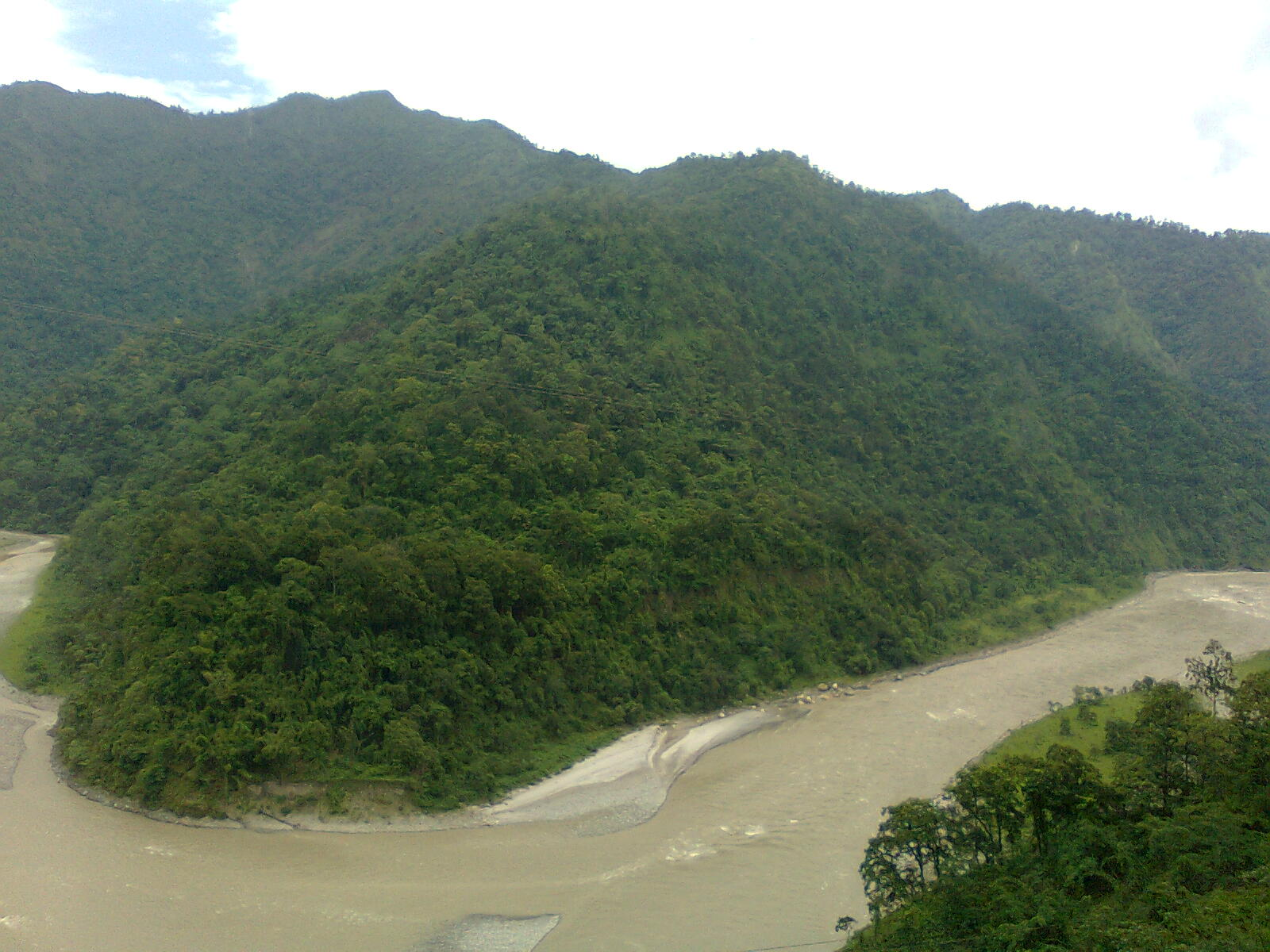
提斯塔河

提斯塔河，清朝時譯「梯斯塔河」英語：Teesta，發音：ti:ˈstə；或寫為Tista；尼泊爾語：；印地語： टीस्ता；孟加拉文：তিস্তা），是印度、孟加拉國的一條河流，為布拉馬普特拉河的支流。
該河被稱為錫金的「生命線」，上游河段幾乎南北貫穿了整個錫金，之後一度成為錫金與西孟加拉邦的界河，再流入西孟加拉邦、孟加拉國，最終於朗布爾專區古里格拉姆縣的奇爾馬里注入布拉馬普特拉河。幹流河長309（192英里），流域面積12,540平方（4,840平方英里）。 

## 外部連結
- Tista River位于GEOnet名称服务的结果
- The Teesta River desiccated

25°30′50″N 89°39′56″E / 25.51389°N 89.66556°E